# 巴蘭卡斯 (瓜希拉省)

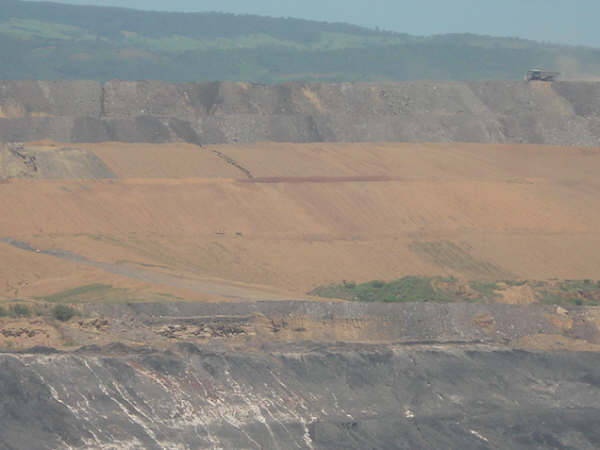

巴蘭卡斯是哥倫比亞的城鎮，位於該國北部，由瓜希拉省負責管轄，距離首府里奧阿查100公里，始建於1664年，面積742平方公里，海拔高度40米，2005年人口22,207。

## 外部連結
- barrancas.galeon - Barrancas （页面存档备份，存于）
- Gobernacion de La Guajira - Barrancas
- Barrancas official website

11°00′N 72°45′W / 11.000°N 72.750°W